# أحلام جميلة (كتاب)
أحلام جميلة: العقبات الفلسفية لعلم الوعي هو كتاب لدانيال دينيت صدر عام 2005، استنادًا إلى محاضرة لجان نيكود ألقاها في عام 2001.

## الزومبي
يركّز دينيت هجومه على المفهوم الفلسفي "الكيفيات المحسوسة" أو "qualia مستخدمًا رمز "الزومبي الفلسفي" بالإضافة إلى معالجة العديد من التجارب الفكرية الشائعة، ويخلص دينيت بالاستنتاج أنه ما من "كيفيات محسوسة"، ويمكن دراسة الوعي أو العقل وتوضيحه من خلال مدرسة التفكير الطبيعية.

## الشهرة في الدماغ
يعيد دينيت طرح السؤال الذي طرحه في كتابه الوعي مفسرا الصادر عام 1991، حيث طرح دينيت ما أسماه«نموذج المسودات المتعددة» للوعي، ويبيّن أنه لا يوجد أي فراغ أو حيّز مفرد في العقل الواعي، أو بعبارة أخرى لا يوجد موقع خاص في الدماغ يحتوي الكيفيات المحسوسة «نموذج الوعي»، إنما بحسب رأي دينيت مواقع الوعي تشمل كل أنحاء الدماغ، وأنشأ شكل جديد أطلق عليه«الشهرة في الدماغ»، وأن الدماغ يتصرف إلى حد ما كغرفة صدى، بما يشبه نموذج«مجموعة من الوحدات نصف المستقلّة» الذي اقترحه في كتابه السابق.
المبدأ الرئيسي لـ «الشهرة في الدماغ» هو أن الوعي يسبه الشهرة إلى حد بعيد، الوعي ليس السبب بل هو آثار وحصيلة العمليات الذهنية في الدماغ، يطلب منا دينت أن نتخيل مؤلفًا لم يُنشر كتابه بعد، ولكنه سيؤدي إلى شهرة كبيرة عندما يُنشَر، فعندما يصدر الكتاب، سيُقرّر أن يظهر في برنامج أوبرا وينفري، وأن تقابله بي بي سي، وسيتم ترشيحه لجوائز عديدة، ولكن يضرب مدينة سان فرانسيسكو زلزال ويدمّرها يوم الإثنين أي قبل صدوره بيوم واحد، وتتدمّر معه كل وسائل الإعلام التي كان من المقرّر أن تتكلّم عن الكتاب. هنا يطرح دينت السؤال هل يُعتبر الكاتب مشهورًا؟ في الواقع الكاتب ليس مشهورًا على الرغم من أنّ الكتاب كان سيشهره ولم يتغيّر به شيء، لأن الشهرة- حسب دينيت- لا تتعلّق بالسبب، بل بالنتيجة أي بالمقابلات، وأغلفة المجلة، والمصورين...
يتعلّق الوعي بنفس الطريقة بالنتيجة، فلكي يتم اعتبار شيء ما على أنّه «واعٍ»، يجب أن يكون هناك ما يكفي من الأحداث العصبية المترابطة (على سبيل المثال تكوين ذاكرة).